# Ferrari 212 F1
La 212 F1 è un'autovettura monoposto da competizione prodotta dalla Ferrari nel 1951 in due esemplari.

## Il contesto
Il modello fu una delle monoposto costruite dalla Ferrari nel 1951 per tentare di contrastare l'Alfa Romeo. All'epoca la Casa di Maranello progettava e collaudava una cospicua quantità di telai e di motori, e questa continua ricerca portò alla combinazione da cui nacque la “212 F1”. Il modello era anche adatto per corse particolari, come quelle in salita; infatti un esemplare fu venduto alla scuderia svizzera Ecurie Espadon, che la utilizzò nei saliscendi dei tracciati elvetici. Questo esemplare, che montava delle sospensioni posteriori con semiassi oscillanti, fu guidato da Rudolf Fischer anche in Formula 1. L'altro esemplare, che invece aveva installato nel retrotreno un ponte De Dion al posto dei semiassi oscillanti, fu quello condotto da Dorino Serafini in varie competizioni nel 1951.
Il motore della “212 F1” fu un'evoluzione del V12 progettato da Gioachino Colombo alla fine degli anni quaranta. La sua prima versione fu da 1,5 L di cilindrata, e venne montato sulla 125 S e sulla 125 C. In seguito fu sviluppato fino alla cilindrata di 2 L e venne installato su diversi modelli, tutti caratterizzati dalla sigla numerica 166 nel nome. La prima vettura a cui fu montato fu la 166 F2. Lo sviluppo del motore da 1,5 L non si fermò però qui, infatti, una versione sovralimentata venne installata sulla 125 F1, che fu la prima monoposto costruita dalla scuderia di Maranello. Il motore aspirato fu quindi oggetto di una nuova evoluzione, che portò la cilindrata a 2,5 L; questo nuovo sviluppo fu montato sulla 212 F1.
La sigla numerica nel nome del modello era collegata alle caratteristiche del motore; più precisamente richiamava la cilindrata unitaria, che era circa di 212 cm³. La sigla “F1” invece significava Formula 1, ed era collegata alla tipologia di competizioni a cui prese anche parte.

## Le competizioni
Il modello debuttò nelle competizioni l'11 marzo 1951 al Gran Premio di Siracusa. In questa gara si classificò al secondo posto con Dorino Serafini, preceduto da Gigi Villoresi su una 375 F1 e seguito da Rudolf Fischer sull'altro esemplare della 212 F1, che correva per la scuderia Ecurie Espadon.
La 212 F1 fu utilizzata in Formula 1 dalla Ecurie Espadon nelle stagioni 1951 e 1952. Il primo anno fu condotta da Rudolf Fischer, mentre nel secondo fu guidata da Peter Hirt, Hans Stuck e Rudolf Schoeller. Il miglior risultato ottenuto dal modello fu il sesto posto di Fischer al Gran Premio di Germania del 1951.

## Caratteristiche tecniche
Il motore era un V12 a 60° anteriore e longitudinale. L'alesaggio e la corsa erano rispettivamente di 68 mm e 58,8 mm, che portavano la cilindrata totale a 2562,5 cm³. Il rapporto di compressione era di 12:1. La testata ed il monoblocco erano in lega leggera. La potenza massima erogata dal propulsore era di 200 CV a 7500 giri al minuto.
La distribuzione era formata da un singolo albero a camme in testa che comandava due valvole per cilindro. L'alimentazione era assicurata da tre carburatori di marca Weber e modello 32 DCF. L'accensione era singola ed il relativo impianto comprendeva due magneti. La lubrificazione era a carter secco, mentre la frizione era monodisco.
Le sospensioni anteriori erano indipendenti, con quadrilateri trasversali e balestra inferiore montata allo stesso modo, mentre quelle posteriori erano formate da una balestra trasversale e da semiassi oscillanti o da un ponte De Dion. Entrambe erano indipendenti ed avevano montato ammortizzatori idraulici. I freni erano a tamburo sulle quattro ruote, mentre la trasmissione era formata da un cambio manuale a cinque rapporti più la retromarcia. Lo sterzo era a vite senza fine e settore dentato. La trazione era posteriore.
Il telaio era tubolare in acciaio, mentre la carrozzeria era monoposto da Formula 1.

## Risultati completi
| 1951 | Squadra        | Gomme | Piloti    | SVI | 500 | BEL | FRA | GBR | GER | ITA | SPA |     | Punti | CMP |
| ---- | -------------- | ----- | --------- | --- | --- | --- | --- | --- | --- | --- | --- | --- | ----- | --- |
| 1951 | Ecurie Espadon | P     | Fischer   | 11  |     |     |     |     | 6   | NP  |     |     | 0     | 21° |
| 1952 | Squadra        | Gomme | Piloti    | SVI | 500 | BEL | FRA | GBR | GER | OLA | ITA |     | Punti | CMP |
| 1952 | Ecurie Espadon | P     | Hirt      | 7   |     |     | 11  | Rit |     |     |     |     | 0     | 28° |
| 1952 | Ecurie Espadon | P     | Fischer   |     |     |     | 11  |     |     |     |     |     | 10    | 4°  |
| 1952 | Ecurie Espadon | P     | Schoeller |     |     |     |     |     | Rit |     |     |     | 0     | 99° |
| 1952 | Ecurie Espadon | P     | Stuck     |     |     |     |     |     |     |     | NQ  |     | 0     | 77° |
| 1953 | Squadra        | Gomme | Piloti    | ARG | 500 | OLA | BEL | FRA | GBR | GER | SVI | ITA | Punti | CMP |
| 1953 | Ecurie Espadon | P     | de Terra  |     |     |     |     |     |     |     | 8   |     | 0     | 36° |